# Sofía Mulánovichová
Inés Sofía Mulánovich Aljovín (* 24. června 1983 Lima) je peruánská profesionální surfařka.
Narodila se v limské čtvrti Punta Hermosa v rodině chorvatských přistěhovalců. Surfingu se věnovala od čtyř let pod vedením otce a staršího bratra, v osmnácti absolvovala první profesionální závod.
V roce 2004 jako první Jihoameričanka v historii vyhrála sérii World Surf League. Sedmkrát po sobě skončila v celkovém pořadí série mezi první pěti. V letech 2004 a 2019 vyhrála světový šampionát International Surfing Association. Startovala při premiéře surfingu na olympijských hrách v Tokiu, kde vypadla v osmifinále.
V roce 2005 získala jako první surfařka cenu ESPY Award pro akčního sportovce roku a v roce 2007 byla uvedena do Surfařské síně slávy. Je také držitelkou ocenění Laureles Deportivos.
Vystupovala v dokumentárních filmech 7 Girls a Into The Storm. V roce 2015 založila charitativní projekt na vyhledávání surfařských talentů. Hlásí se k lesbické orientaci, s partnerkou vychovává syna.